# 小行星7818
小行星7818（英語：7818 Muirhead）是一颗围绕太阳公转的小行星。1990年8月19日，埃莉諾·赫琳在帕洛马山发现了此天体。
这颗小行星的绝对星等为254.3397287418954等。